# Aula Regia
L'Aula Regia era un ambiente di rappresentanza nella Domus Flavia, una sezione del palazzo di Domiziano (Domus Augustiana) sul colle Palatino a Roma. L'intero nuovo palazzo imperiale si calcola che ricoprisse 49.000 m².

## Storia
L'"aula del trono" o "aula Regia" faceva parte dell'enorme complesso della Domus Augustana i cui lavori iniziarono poco dopo il grande incendio di Roma del 64. In seguito vennero diretti dall'architetto Rabirio (dall'81, anno dell'ascesa al potere di Domiziano) e furono conclusi nel 92.
Il primo che andò ad abitare il nuovo palazzo della Domus Augustana fu Nerone. Dopo di lui fu la volta di Galba il quale fece collocare nella prima aula Regia (antecedente alla ricostruzione di Domiziano), un albero genealogico che lo faceva risalire a Giove.
Vespasiano, dopo essere stato acclamato dalle truppe imperator (1º luglio del 69), quando giunse a Roma nel 70, preferì risiedere negli horti Sallustiani, frequentando poco il palazzo sul Palatino, considerandolo più che altro un luogo pubblico aperto al popolo romano. Al contrario il figlio Domiziano, allora diciottenne (nel 69), abitò nella Domus Augustiana. E sembra che qui abitò anche il potente generale Gaio Licinio Muciano, prezioso alleato di Vespasiano al momento dell'ascesa al trono, in qualità di tutore del minore dei due figli del nuovo imperatore.

## Descrizione della struttura

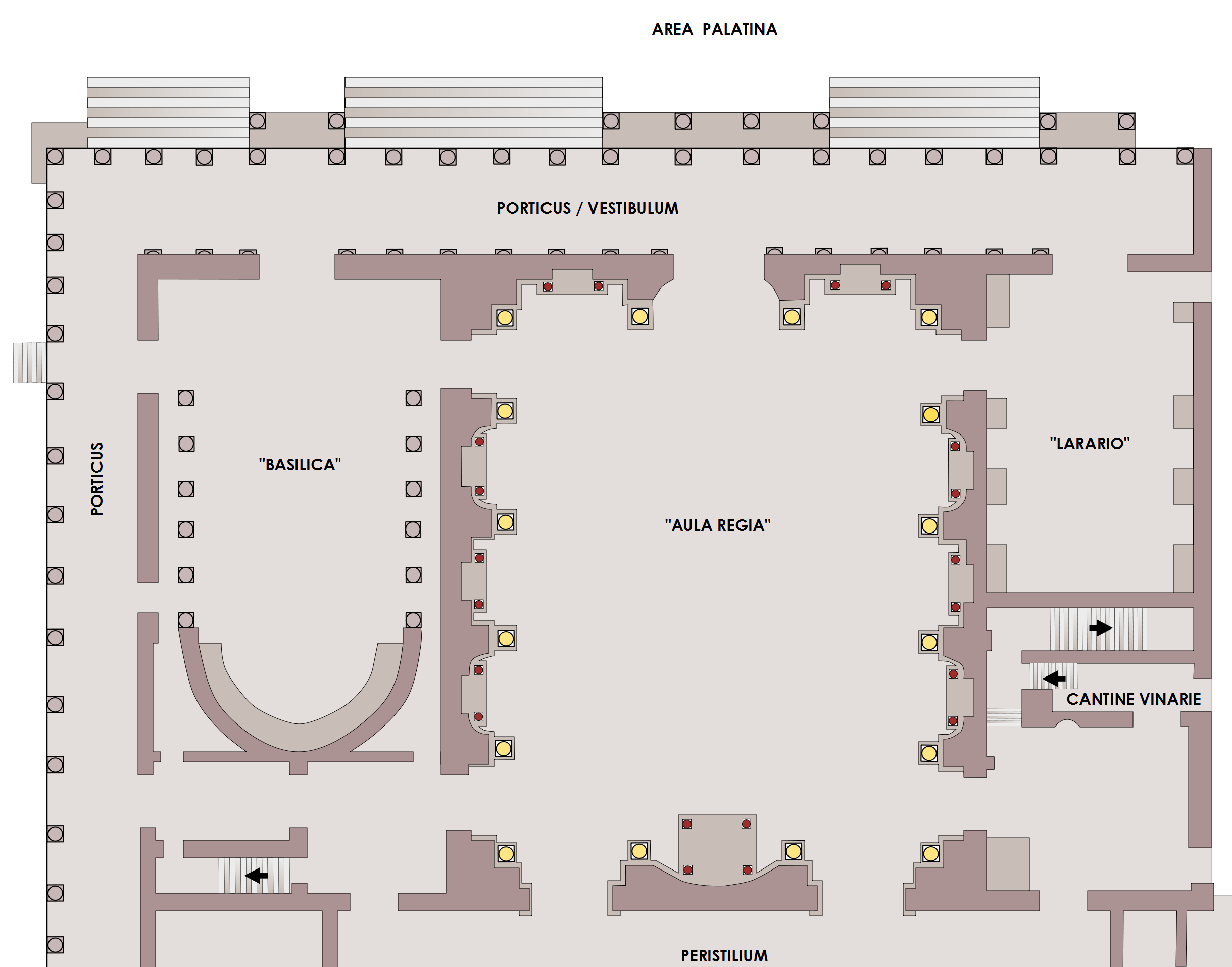
La parte settentrionale della Domus Flavia, il cosiddetto vestibulum della parte pubblica del palazzo di Domiziano.

L'aula Regia venne iniziata sotto Nerone, ripensata e completata sotto i Flavi. Il nome tradizionale risale agli scavi del XVIII secolo sul colle. Si trattava dell'ingresso alla parte pubblica della Domus Augustiana (Domus Flavia). Era un ambiente molto ampio ed elevato, che misurava 1.286 m² di superficie. Le dimensioni erano infatti di metri 41 x 34 x 31.67 di altezza.
Le pareti sui lati lunghi erano articolate con sei nicchie mistilinee, inquadrate da colonnine di porfido a sostegno di un frontone. Queste edicole erano a loro volta inserite in un colonnato, aggettante e posto su un alto podio, le cui colonne erano in giallo antico e pavonazzetto, con capitelli in marmo bianco, come pure le basi. All'interno di ciascuna nicchia erano inserite colossali statue in marmo verde del "barocco" flavio (alte fino a 3,9 metri), due delle quali raffiguravano Ercole e Bacco. Esse sono state scoperte nel XVIII secolo ed oggi si trovano a Parma nel Museo archeologico nazionale.
Vi erano, oltre ad un primo ordine di colonne, un secondo e forse un terzo (attraverso le quali penetravano i raggi del sole ad illuminare l'intero ambiente sottostante), tanto era elevata la costruzione in altezza. La copertura della sala era probabilmente piana, a travi o più probabilmente capriate nascoste da cassettoni, vista la notevole estensione dell'aula e la relativa sottigliezza dei muri.
Le decorazioni a stucchi, a pittura e/o marmoree che dovevano impreziosire l'ambiente sono oggi scomparse. Vi era poi un fregio con delle vittorie alate e cataste di armi che richiamavano i successi di Domiziano in Germania. I pavimenti erano in opus sectile e le pareti avevano rivestimenti in marmo colorato, a lastre, a intarsio o scolpite, mentre le volte erano affrescate.

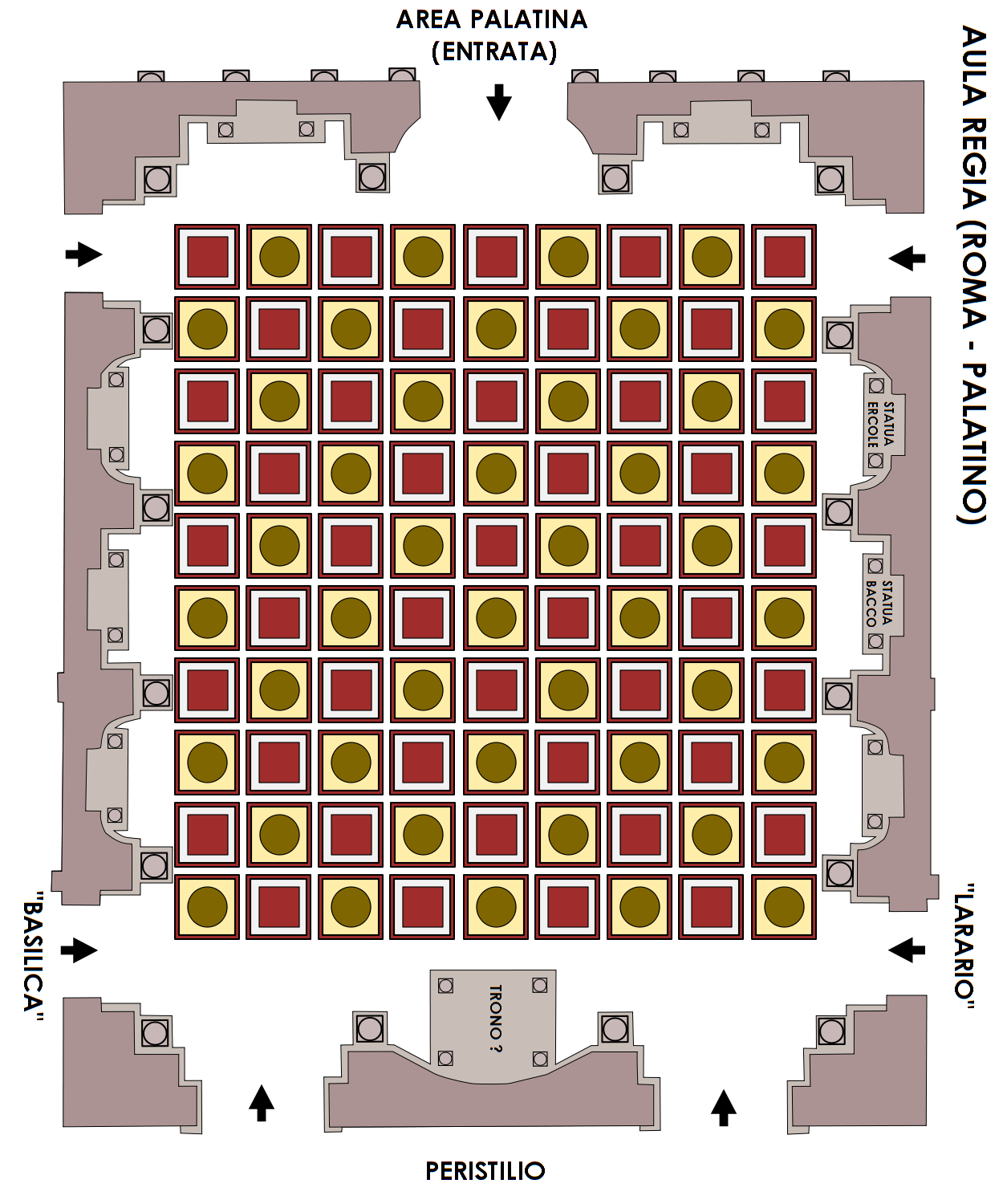
Pianta dell'aula Regia con pavimentazione in opus sectile

L'aula Regia si affacciava con due porte verso sud, su di un peristilio con al centro una fontana ottagonale. Tra questi due accessi si trovava, verso l'interno della sala, un'abside ad arco di cerchio dove era posto il trono o la statua di Giove Tonante. Il lato opposto presentava invece una sola apertura centrale che dava su una piazza, l'"Area palatina" citata dalle fonti antiche. La sala si trova su di un podio sopraelevato, posto al culmine di una gradinata che si sviluppava per tutta la facciata dell'edificio. Ai lati dell'aula Regia vi erano due ambienti: la "basilica" absidata a sinistra (con pavimento in opus sectile a grandi riquadri, forse destinata ad amministrarvi la giustizia) e il "Larario" a destra (con un tribunal sullo sfondo, dove era presente il colossus Palatinus, la statua colossale dell'imperatore). Il prospetto della Domus Augustiana, secondo molti studiosi, sarebbe rappresentato su un sesterzio emesso da Domiziano nel 95-96.
Si presume che la porta centrale, la cui enorme soglia in marmo fu riutilizzata come altare nella basilica di Santa Maria ad Martyres ospitata nel Pantheon, fosse in origine un arco monumentale, al di là del quale vi era la cosiddetta "sala del trono" (aula Regia). Sullo sfondo della sala vi era forse un'edicola, il trono, oppure la statua di Giove Tonante, di cui si è scoperta la testa colossale. Ai lati due porte che davano al peristilio (a due ordini di colonne in marmo portasanta e pavonazzetto, con capitelli compositi). Lateralmente vi erano poi altre due porte che davano verso dei disimpegni con scale, posti sul retro del Larario e della basilica.

## Funzione
La posizione enfatica della sala sull'asse del complesso "pubblico" del palazzo flavio fa pensare a una funzione di rappresentanza legata alle udienze imperiali e le salutationes. L'imperatore si faceva vedere dietro l'abside, che esaltava la sua maestà e l'ascendenza divina di "dominus et deus", come piaceva essere chiamato a Domiziano.

## Edifici derivati
Sull'esempio di questa sala delle udienze furono realizzati altri ambienti architettonici simili in altri palazzi imperiali. Il Palazzo di Diocleziano aveva diverse sale di grandi dimensioni, ma non così prominenti come nella Domus Flavia.

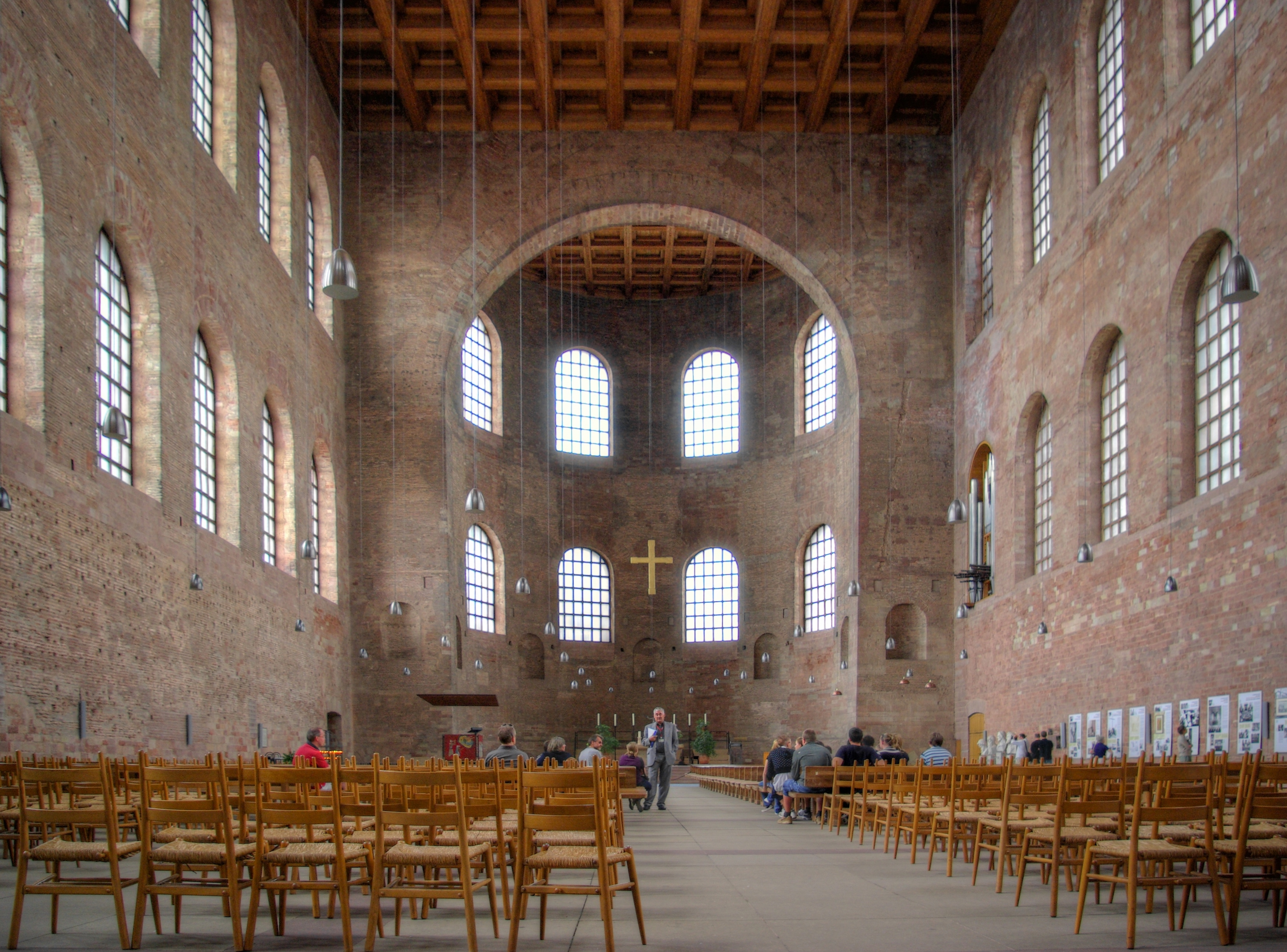
Basilica Palatina di Costantino a Treviri

Negli anni 305–311, l'imperatore Costantino I, in qualità di co-imperatore responsabile della Gallia e della Britannia, fece costruire un'aula Regia nell'allora gallica, oggi Treviri tedesca, nel tumulto della Guerra civile romana (306-324), che probabilmente fu solo completata sotto Graziano al 379. Questa sala, la Basilica Palatina di Costantino, che dal punto di vista architettonico è un'aula e non una basilica a più navate e colonnata, superava per dimensioni quella della Domus Flavia. Nel Medioevo la basilica di Costantino fu integrato nel castello degli elettori di Treviri e successivamente trasformato in chiesa, tanto da essere conservato fino ai giorni nostri. 
Prendendo l'esempio di questa "aula Regia" furono costruite nel Medioevo numerose sale nei castelli e palazzi (regge) degli Imperatori del Sacro Romano Impero, i “Palazzi Imperiali” (Kaiserpfalz del Sacro Romano Impero).